# Titularbistum Comana Armeniae
Comana Armeniae (ital.: Comana di Armenia) ist ein Titularbistum der römisch-katholischen Kirche. 
Es geht zurück auf ein untergegangenes Bistum der antiken Stadt Komana in der Landschaft Kappadokien im zentralen Kleinasien (heutige Türkei). Es war der Kirchenprovinz Melitene zugeordnet.
| Titularbischöfe von Comana Armeniae |                                               |                                                                     |                    |                   |
| Nr.                                 | Name                                          | Amt                                                                 | von                | bis               |
| 1                                   | Carlo Pinti                                   | Koadjutorbischof von Nicotera (Italien)                             | 5. Mai 1614        | 1616              |
| 2                                   | Charles Maigrot MEP                           | Apostolischer Vikar von Fo-Kien (China)                             | 5. Februar 1687    | 22. Oktober 1696  |
| 3                                   | Louis Néez MEP                                | Apostolischer Vikar von Western Tonking (Vietnam)                   | 8. Oktober 1738    | 19. Oktober 1764  |
| 4                                   | Franz Heinrich Wendelin Freiherr von Kageneck | Weihbischof in Eichstätt (Deutschland)                              | 19. März 1751      | 31. März 1781     |
| 5                                   | Matthew Gibson                                | Apostolischer Vikar des Northern District (Großbritannien)          | 17. Juni 1780      | 19. Mai 1790      |
| 6                                   | Gaetano Vitolo                                |                                                                     | 29. Januar 1798    |                   |
| 7                                   | Antonio Larrazábal                            |                                                                     | 8. Juli 1839       | 1. Dezember 1846  |
| 8                                   | Casimiro Forlani                              | Weihbischof in Split-Makarska (Kroatien)                            | 6. Mai 1872        | 12. Mai 1879      |
| 9                                   | Alessandro Paolo Spoglia                      | emeritierter Bischof von Comacchio (Italien)                        | 22. September 1879 | 1887              |
| 10                                  | Gabriele Neviani OFM                          | emeritierter Bischof von Sapë (Albanien)                            | 28. März 1900      |                   |
| 11                                  | Raffaele Sandrelli                            | emeritierter Bischof von Sansepolcro (Borgo San Sepolcro) (Italien) | 3. Juli 1911       | 27. November 1912 |
| 12                                  | Adam Senger                                   | Weihbischof in Bamberg (Deutschland)                                | 2. Dezember 1912   | 17. März 1935     |
| 13                                  | Grégoire-Pierre Agagianian                    |                                                                     | 11. Juli 1935      | 30. November 1937 |
| 14                                  | Souleyman Kutchouk Ousta                      | Weihbischof im Patriarchat von Babylon (Chaldäer) (Irak)            | 8. September 1939  | 4. Dezember 1939  |
| 15                                  | Lorenz Sahag Koguian OM                       | Weihbischof in Beirut (Libanon)                                     | 11. Dezember 1950  | 1. April 1963     |
| 16                                  | Mesrob Terzian                                | Weihbischof in Beirut (Libanon)                                     | 6. Juli 1963       | 14. Januar 1971   |
| 17                                  | André Bedoglouyan ICPB                        | Weihbischof im Patriarchat von Kilikien (Libanon)                   | 24. Juli 1971      | 13. April 2010    |
| 18                                  | Parsegh Baghdassarian ICPB                    | Weihbischof in der Eparchie Our Lady of Nareg in Glendale (USA)     | 3. April 2024      |                   |